# Медовый мост
Медовый мост (англ. Honeymoon Bridge, Upper Steel Arch Bridge) — несохранившийся автодорожный металлический арочный мост через реку Ниагара в городе Ниагара-Фолс, Онтарио, Канада.
Мост был построен в 1897 году и открыт для движения в 1898. Это был четвёртый мост в данном месте, построенный в течение 50 лет. Он заменил мост Ниагара-Клифтон, который был перенесён вниз по реке к городу Куинстон.
Главный пролёт моста имел длину около 256 м, что оставалось рекордным показателем до 1916 года. Настил был выполнен из дерева и предназначался для железной дороги Great Gorge Scenic Railway.
Во время эксплуатации моста была обнаружена его склонность к раскачиванию при определённых условиях, чего не наблюдалось у его предшественников — висячих мостов. Первые сомнения в долговечности моста появились 8 июня 1925 года, когда во время парада, заканчивавшегося на мосту, он начал сильно качаться из-за увеличившейся нагрузки. Вопрос безопасности вновь возник в 1930 году, когда несколько автомобилей с легкостью пробили защитное ограждение.
В январе 1938 года на Ниагара-Фолс обрушилась буря, образовавшая ледяной затор в нижней части реки. Опоры моста, расположенные близко к урезу воды, начали испытывать давление льда, и 27 января 1938 года мост рухнул. Остатки стальных конструкций моста окончательно затонули лишь в апреле, когда тающий лёд уже был не в состоянии их удерживать.
К тому времени уже велась работа по подготовке замены Медовому мосту, и после его обрушения планы были быстро воплощены в жизнь. Радужный мост (англ.), построенный на месте Медового моста, служит и по сей день.

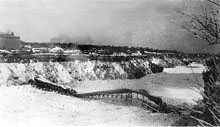
Разрушенный Медовый мост
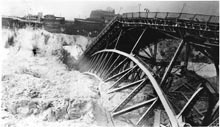